# Robert Kingsmill
Pour les articles homonymes, voir Kingsmill.
Robert Brice Kingsmill, 1er Baronnet, né en 1730 à Belfast et mort le 23 novembre 1805 dans le Hampshire, est un amiral de la Royal Navy et un homme politique.
Il a participé à la guerre de Sept Ans, à la guerre d'indépendance des États-Unis, aux guerres de la Révolution française et aux guerres napoléoniennes.